# Episodi di Un equipaggio tutto matto (quarta stagione)
La quarta stagione della serie televisiva Un equipaggio tutto matto è stata trasmessa in anteprima negli Stati Uniti d'America dalla ABC tra il 14 settembre 1965 e il 12 aprile 1966.
| nº | Titolo originale                    | Titolo italiano | Prima TV USA      | Prima TV Italia |
| -- | ----------------------------------- | --------------- | ----------------- | --------------- |
| 1  | War, Italian Style                  |                 | 14 settembre 1965 |                 |
| 2  | The Bathtub Thief                   |                 | 21 settembre 1965 |                 |
| 3  | Marriage, McHale Style              |                 | 28 settembre 1965 |                 |
| 4  | Giuseppe McHale                     |                 | 5 ottobre 1965    |                 |
| 5  | A Nip in Time                       |                 | 12 ottobre 1965   |                 |
| 6  | Piazza Binghamtoni                  |                 | 19 ottobre 1965   |                 |
| 7  | The Bald-Headed Contessa            |                 | 26 ottobre 1965   |                 |
| 8  | Voltafiore Fish-Fry                 |                 | 2 novembre 1965   |                 |
| 9  | A Wine Cellar Is Not a Home         |                 | 9 novembre 1965   |                 |
| 10 | Vino, Vino, Who's Got the Vino?     |                 | 16 novembre 1965  |                 |
| 11 | The McHale Opera Company            |                 | 23 novembre 1965  |                 |
| 12 | The Good Luck Fountain              |                 | 30 novembre 1965  |                 |
| 13 | Blitzkrieg at McHale's Beach        |                 | 7 dicembre 1965   |                 |
| 14 | Reunion for PT-73                   |                 | 14 dicembre 1965  |                 |
| 15 | The Return of Giuseppe              |                 | 21 dicembre 1965  |                 |
| 16 | The Boy Scouts of 73                |                 | 28 dicembre 1965  |                 |
| 17 | Fire in the Liquor Locker           |                 | 4 gennaio 1966    |                 |
| 18 | The Fugitive Ensign                 |                 | 11 gennaio 1966   |                 |
| 19 | The Wacky WAC                       |                 | 18 gennaio 1966   |                 |
| 20 | La Dolce 73                         |                 | 25 gennaio 1966   |                 |
| 21 | McHale's Country Club Caper         |                 | 8 febbraio 1966   |                 |
| 22 | Secret Chimp 007                    |                 | 15 febbraio 1966  |                 |
| 23 | 36-24-73                            |                 | 22 febbraio 1966  |                 |
| 24 | My Son, the Skipper                 |                 | 1º marzo 1966     |                 |
| 25 | Little Red Riding Doctor            |                 | 8 marzo 1966      |                 |
| 26 | Who Was That German I Saw You With? |                 | 15 marzo 1966     |                 |
| 27 | The McHale Grand Prix               |                 | 22 marzo 1966     |                 |
| 28 | An Ensign's Best Friend             |                 | 29 marzo 1966     |                 |
| 29 | Binghamton at 20 Paces              |                 | 5 aprile 1966     |                 |
| 30 | Wally for Congress                  |                 | 12 aprile 1966    |                 |